# Okres Sárospatak
Okres Sárospatak (maďarsky Sárospataki járás) je okres v severovýchodním Maďarsku v župě Borsod-Abaúj-Zemplén. Jeho správním centrem je město Sárospatak.

## Sídla
V okrese se nachází celkem 16 měst a obcí.
| - Bodrogolaszi - Erdőhorváti - Györgytarló - Háromhuta - Hercegkút - Kenézlő - Komlóska - Makkoshotyka | - Olaszliszka - Sárazsadány - Sárospatak - Tolcsva - Vajdácska - Vámosújfalu - Viss - Zalkod |